# Неклюдовская (Вельский район)
Неклюдовская — деревня в Вельском районе Архангельской области. Входит в состав Аргуновского сельского поселения (муниципальное образование «Аргуновское»).

## Географическое положение
Деревня расположена в пригороде города Вельск, на правом берегу реки Вага, притока реки Северная Двина, и соседствует на юге с административным центром Аргуновского сельского поселения, посёлком сельского типа Аргуновский. Другой населённый пункт сельского поселения, деревня Покровская, расположен в километре к северу. Расстояние от Неклюдовской до железнодорожной станции в городе Вельск составляет 5,4 км по прямой, или 9,2 км пути на автотранспорте.
Часовой пояс
Неклюдовская, как и вся Архангельская область, находится в часовой зоне МСК (московское время). Смещение применяемого времени относительно UTC составляет +3:00.

## Население
| 2002 | 2010 | 2012 | 2014 |
| ---- | ---- | ---- | ---- |
| 86   | ↗105 | ↗118 | ↘117 |

| Население                            | на 1 января 2010 года |
| ------------------------------------ | --------------------- |
| В возрасте до 16 лет                 | 19                    |
| Трудовые ресурсы (из них работающих) | 75 (59)               |
| Пенсионеры                           | 24                    |
| Всего                                | 118                   |
| Прибыло / выбыло (за год)            | 2 / 2                 |
| Родилось / умерло (за год)           | 2 / 1                 |

## Инфраструктура
Жилищный фонд деревни составляет 2,2 тыс. м². Объекты социальной сферы и торгового (выездного или стационарного) обслуживания населения на территории населённого пункта отсутствуют.

## История
Указана в «Списке населённых мест по сведениям 1859 года» в составе Вельского уезда Вологодской губернии. Насчитывала 2 двора, 16 мужчин и 6 женщин.
В материалах оценочно-статистического исследования земель Вельского уезда упомянуто, что в 1900 году в административном отношении деревня входила в состав Устьвельского сельского общества Устьвельской волости. На момент переписи в селении Неклюдовское(Кусты) находилось 8 хозяйств, в которых проживало 28 жителей мужского пола и 28 женского.